# Carlos Valderrama
Carlos Alberto Valderrama Palacio (ˈkarlos alˈβeɾto βaldeˈrama paˈlasjo; Santa Marta, 2 settembre 1961) è un ex calciatore colombiano, di ruolo centrocampista.
Soprannominato El Pibe o anche il Gullit Biondo per via della capigliatura simile al calciatore olandese che lo rendeva riconoscibile nelle fasi di gioco, è considerato come uno dei migliori giocatori colombiani della storia del calcio nonché come uno dei migliori centrocampisti sudamericani della storia. Occupa la 78ª posizione nella speciale classifica dei migliori calciatori del XX secolo pubblicata dalla rivista World Soccer e la 39ª posizione nella speciale classifica dei migliori calciatori sudamericani del XX secolo pubblicata dall'IFFHS nel 2004. Nello stesso anno, Pelé lo ha anche inserito nella FIFA 100, la lista dei 125 migliori calciatori viventi, redatta in occasione del Centenario della FIFA. Nella sua carriera ha vinto inoltre per due volte il premio di Calciatore sudamericano dell'anno (1987 e 1993).
Con la sua nazionale ha partecipato in qualità di capitano a tre edizioni dei Mondiali – Italia 1990, Stati Uniti 1994 e Francia 1998 – per un periodo totale di undici anni (dal 1987 al 1998). Con 111 presenze è il terzo giocatore con più partite giocate con la selezione colombiana dopo David Ospina e Juan Cuadrado.
Divenne noto a livello internazionale tra la fine degli anni ottanta e gli inizi degli anni novanta, sia per le abilità in campo che per il suo particolare look, che comprendeva vari accessori, tra cui collanine e braccialetti, appariscenti baffi neri e soprattutto una folta e riccioluta chioma bionda.

## Biografia

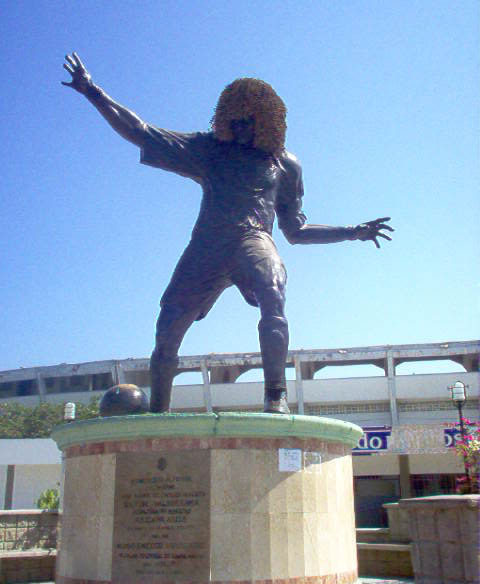
La statua dedicata a Carlos Valderrama.

Nato da Carlos Valderrama e Juana Palacio a Santa Marta, capoluogo del dipartimento di Magdalena, trascorse i primi anni di vita nel quartiere Pescaíto, insieme ai suoi dieci fratelli e altri membri della famiglia, tra cui il cugino Didí, calciatore professionista e membro della Nazionale. Suo padre Carlos Jaricho Valderrama, professore di matematica e anch'egli giocatore a livello professionistico nell'Unión Magdalena, dove giocava come difensore centrale, ebbe un ruolo fondamentale nella sua vita, grazie alla sua costante presenza e al suo amore per il calcio, che trasmise anche al figlio.
Fu proprio il padre a coniare il soprannome Pibe, ragazzino, poiché l'allenatore dell'Unión Magdalena, Rubén Deibe, usava riferirsi a lui con tale appellativo. Una volta diplomatosi, nel 1979, fece del calcio la sua professione, fino a debuttare nel 1981 nel campionato colombiano di calcio con la maglia della squadra dove aveva giocato il padre. Si sposò con Claribeth Albán, conosciuta all'età di diciassette anni, ed ebbe sei figli. La sua caratteristica capigliatura, ispirata allo stile afro, venne da lui ideata all'età di diciotto anni quando, raggiunta la maggiore età, si considerò un "uomo libero" e decise pertanto di farsi crescere i capelli come più desiderava. Ancora ventenne, ebbe anche problemi con la giustizia, quando nel 1981 venne fermato dalla polizia e dovette rimanere per quattro giorni in una cella della prigione di Santa Marta, per aver aggredito un agente. Nel 1995 un esame del DNA confermò che aveva avuto un figlio dalla giornalista colombiana Emelina Ruge Tapias, in seguito a un incontro amoroso extraconiugale avvenuto tre anni prima, quando Valderrama giocava nell'Independiente Medellín.
Una volta ritiratosi, si è occupato dell'apertura di un'accademia a Barranquilla e ha svolto l'incarico di testimonial per la Major League Soccer, e nel maggio 2007 era diventato il manager dell'Atlético Junior. Il 1º novembre 2007, durante una partita tra Atlético e América de Cali, Valderrama ha accusato di corruzione, sventolandogli dei soldi in faccia, Óscar Ruiz dopo che era stato concesso un calcio di rigore alla squadra avversaria. Per tale fatto ricevette poi una multa e dieci giornate di squalifica. L'Atlético ha poi perso l'incontro per 4-1, sconfitta che mise fine alle speranze di qualificazione del club. Nel 2008 ha ricevuto una laurea honoris causa dall'Università di Magdalena.

## Caratteristiche tecniche
(Laurent Blanc)
Il suo stile di gioco comprendeva un ampio repertorio di passaggi smarcanti, tocchi di prima e lanci lunghi, nonché abili dribbling, che gli permettevano di mantenere a lungo il possesso di palla (di lui Eduardo Galeano scrisse che aveva i piedi storti, che gli servivano però per "nascondere" il pallone agli avversari). In seguito alla vittoria contro l'Argentina durante la Copa América 1987 fu definito un classico numero dieci, in grado di gestire il pallone con grande precisione.
Il suo difetto principale era la lentezza nell'incedere, che però riusciva a controbilanciare grazie alle doti tecniche; altri suoi punti deboli erano il colpo di testa e la fase difensiva, a cui partecipava poco o nulla. In campo raramente si dimostrava egoista, fornendo spesso assist decisivi per i compagni: solitamente si posizionava nel ruolo di trequartista, e, data la sua visione di gioco, svolgeva la funzione di regista offensivo, dettando i tempi della squadra. Interpretò il calcio in controcorrente, distaccandosi dalla fisicità e dall'atletismo che acquisivano sempre più importanza, correndo poco ma manovrando e facendo circolare il pallone con rapidità e intelligenza.

## Carriera

### Club

#### Gli inizi all'Unión Magdalena
Dopo aver passato l'infanzia e una parte dell'adolescenza assistendo agli allenamenti del padre nell'Unión Magdalena ed aver giocato nel settore giovanile nella stessa società dal 1978 al 1980, debuttò nel Campeonato Profesional il 15 marzo 1981 entrando al 74º della partita contro l'Independiente Santa Fe, poi terminata 1-1, al posto di Carlos Alberto Barreto; quell'anno l'allenatore era l'argentino Perfecto Rodríguez. Il primo campionato dell'Unión Magdalena con Valderrama in rosa vide la squadra arrivare fino al gruppo semifinale (all'epoca il torneo era strutturato in diverse fasi a gironi), classificandosi all'ultimo posto e restando dunque fuori dalla competizione per il titolo. Valderrama segnò il primo gol in carriera il 12 agosto 1981 contro il Deportes Quindío, e assommò 15 presenze. I primi periodi nel club non furono molto positivi per Valderrama, che comunque, insieme al cugino Didí, godeva della fiducia del tecnico Rodríguez.
L'annata successiva i risultati peggiorarono, e l'Unión si fermò al secondo turno, racimolando diciotto punti nelle ventuno partite del girone. Valderrama debuttò il 3 marzo contro il Deportivo Cali, e segnò la prima rete il 20 maggio contro l'Once Caldas; il 15 agosto rimediò la prima espulsione in carriera, nell'incontro con l'Atlético Nacional. A fine stagione contò 43 presenze con 2 gol (di cui 25 con 1 gol nell'Apertura). Nel 1983 la formula della competizione cambiò ma l'andamento della squadra non migliorò. Il centrocampista esordì il 13 marzo contro il Deportes Tolima, e segnò il primo gol stagionale il 1º maggio, alla 6ª presenza, ancora contro il Tolima. Il 24 luglio venne espulso, nel corso dell'incontro tra Unión Magdalena e Atlético Bucaramanga; in tutto raccolse 36 presenze, con 2 reti. Valderrama venne successivamente ceduto al Millonarios di Bogotà, all'epoca la compagine più titolata della Colombia.

#### La parentesi al Millonarios
Giunto al club di Bogotà, molte cose a cui era abituato Valderrama cambiarono: il clima era più freddo, la città più grande e la responsabilità maggiore. L'allenatore Jorge Luis Pinto gli offrì svariate opportunità di giocare, sebbene spesso lo facesse partire dalla panchina, ma il ventitreenne centrocampista non riuscì a esprimersi al meglio; pertanto, il club decise di metterlo in vendita. Fu il Deportivo Cali ad acquistare il giovane regista, pagandolo la stessa cifra con cui il Millonarios l'aveva prelevato dall'Unión Magdalena, ovvero dieci milioni di pesos.

#### L'affermazione al Deportivo Cali
Reduce da una poco felice esperienza nella società della capitale, Valderrama riuscì a dare una svolta alla sua carriera con il Deportivo Cali, squadra con cui gettò le basi della sua futura fortuna europea e internazionale. Nel 1985 sulla panchina del club sedeva Vladimir Popović, ex centrocampista jugoslavo, che già da svariati anni allenava in Sudamerica, segnatamente in Colombia. La prima stagione di Valderrama vide nascere una forte intesa tra lui e Bernardo Redín, anch'egli centrocampista: i due interpretavano il calcio in maniera simile e in campo riuscivano a trovarsi istintivamente, con costanza e perizia, formando un duo dalla grande creatività. In campionato, la squadra mantenne un ottimo rendimento, tanto che al termine del campionato si classificò al secondo posto, superata solo dall'América de Cali e portando due suoi giocatori in cima alla classifica cannonieri, Sergio Angulo con 25 reti e Miguel González con 34.

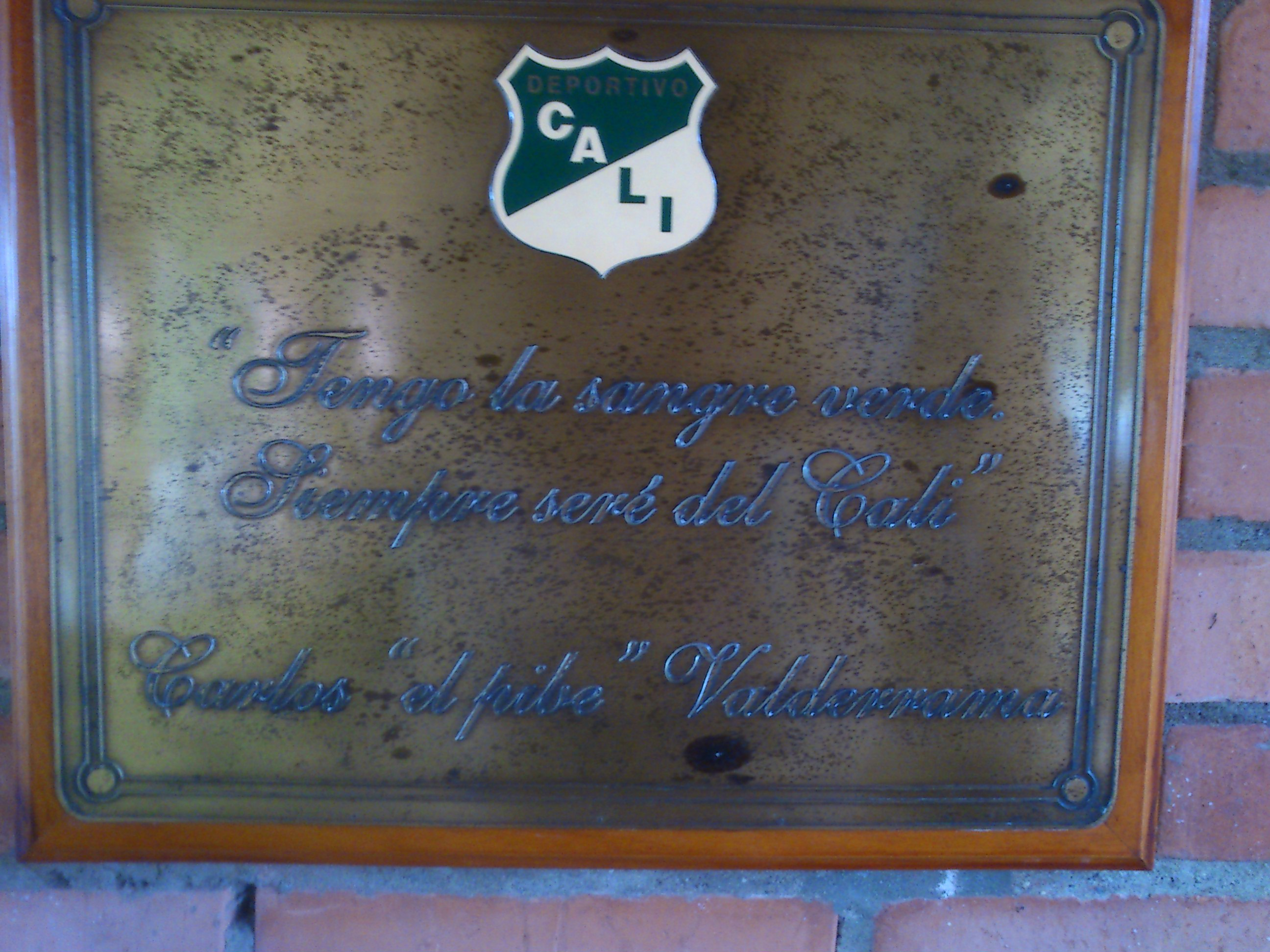
Targa commemorativa in onore di Carlos Alberto Valderrama posta fuori dello stadio del Deportivo Cali

Valderrama debuttò il 3 marzo, alla 1ª giornata, contro l'Atlético Bucaramanga; segnò il primo gol il 4 giugno contro l'América. Nella partita contro il Santa Fe venne espulso, mentre contro il Cúcuta segnò la prima doppietta della sua carriera. A fine stagione aveva messo a referto 48 presenze, con 13 gol. L'annata successiva vide la società tornare a disputare la Coppa Libertadores dopo cinque anni di assenza e presentarsi come una delle principali pretendenti al titolo. Guidata dalla coppia Redín-Valderrama, nel proprio miglior momento di forma, la formazione di Cali arrivò al quarto posto sia nella prima fase che nella seconda (il campionato aveva adottato la formula di Apertura e Clausura) e riuscì pertanto nell'impresa di qualificarsi al torneo finale, un girone a otto squadre.
Ancora una volta, si classificò seconda dietro all'América di Gabriel Ochoa Uribe. Valderrama aveva debuttato alla 1ª giornata, il 23 febbraio, contro l'Unión Magdalena, e aveva segnato il primo gol il 10 maggio contro l'Once Caldas. In totale giocò 46 partite, segnando 5 gol. Nel 1987 la squadra risentì delle non eccelse prestazioni del gruppo, che si rifaceva prevalentemente a Valderrama, Redín (peraltro entrambi approdati in pianta stabile in Nazionale quello stesso anno) e al cileno Jorge Aravena, vincitore della classifica cannonieri con ventitré reti: alla fine della stagione il Deportivo Cali terminò sesto, lontano dalla lotta per il titolo che nelle due annate precedenti lo aveva visto protagonista.
L'avventura in Libertadores ebbe fine con uno spareggio con l'América de Cali per definire il passaggio del turno, dato che le compagini avevano realizzato lo stesso numero di punti: a vincere fu nuovamente l'América, che superò il Deportivo per 4-2 dopo i tiri di rigore. In quel torneo, il centrocampista aveva debuttato alla 1ª giornata, il 25 marzo contro l'América, e alla 10ª presenza aveva segnato il primo gol, nella gara del 30 aprile contro l'Once Caldas; il 12 agosto, contro il Santa Fe, fu espulso. Al termine del campionato, dopo 37 partite e 4 gol, Valderrama lasciò la squadra.

#### L'approdo in Europa: Montpellier e Real Valladolid
Fu dunque nel 1988 che il centrocampista colombiano arrivò in Europa, nel pieno della sua carriera: a ventisette anni, infatti, contava diverse presenze a livello internazionale, ed era reduce da una prestazione positiva, in occasione della partita pareggiata per 1-1 il 24 maggio 1988 contro l'Inghilterra a Wembley, tanto che i giornali inglesi, all'indomani del match, scrissero che il Montpellier era «fortunato» ad essersi assicurato un giocatore come Valderrama. Sebbene al suo debutto avesse realizzato entrambe le marcature della sua squadra in un incontro amichevole vinto 2-0 con il Partizan Belgrado, gli inizi in Ligue 1 non furono dei migliori: arrivò in Francia fuori forma, e l'allora tecnico del Montpellier Pierre Mosca lo lasciò fuori dai titolari, facendolo sedere in panchina. Laurent Blanc, allora suo compagno di squadra, ascrisse le difficoltà incontrate dal colombiano alla differenza tra calcio sudamericano e calcio europeo, soprattutto sul piano tattico e fisico.
Con l'arrivo, nel 1989, del nuovo allenatore Michel Mézy, Valderrama ottenne un posto fisso nell'undici di partenza, riuscendo a risultare decisivo per la squadra, come successe in occasione della Coppa di Francia 1989-1990 (sebbene non fosse presente in campo nella finale), specialmente nella semifinale contro il Saint-Étienne. Nel 1991 venne ceduto alla società spagnola del Real Valladolid — per circa quaranta milioni di pesetas — dove giocavano due suoi compagni di Nazionale, René Higuita e Leonel Álvarez, e allenata dal suo ex CT Francisco Maturana, che aveva guidato la Colombia a una buona partecipazione al Mondiale di Italia 1990. Poco tempo dopo l'arrivo dei sudamericani, il presidente della squadra lasciò il proprio incarico, fatto cui seguirono diverse tribolazioni economiche e interne alla società. Poiché il tecnico colombiano non riuscì ad ottenere buoni risultati venne esonerato, e con lui se ne andarono anche gli altri tre connazionali: Valderrama venne acquistato dall'Independiente Medellín per quarantacinque milioni di pesetas.

#### Di nuovo in Colombia
Arrivato a Medellín, prese parte alla stagione 1992, che terminò con il tredicesimo posto complessivo, con il campionato ancora dominato dall'América di Cali. Chiusa dunque l'annata con un esito non entusiasmante, Valderrama si accasò per 1.200.000 dollari all'Atlético Junior, che aveva chiuso il quadrangolare finale del campionato 1992 con sei sconfitte su sei; nonostante il poco incoraggiante risultato, il tecnico Julio Comesaña aveva comunque ricevuto la fiducia della dirigenza. La prima fase del torneo terminò con la vittoria del Junior nel gruppo B, guadagnandosi così l'accesso alla successiva tornata; il girone semifinale vide il Junior qualificarsi, dietro all'Atlético Nacional, per l'ultima fase. Il 19 dicembre 1993 un gol all'89' di Mackenzie contro l'Atlético Nacional diede il titolo alla squadra dopo tredici anni di digiuno, con Valderrama decisivo sia per le sue 5 reti sia, soprattutto, per il suo apporto lucido e creativo a centrocampo.
L'annata successiva, quella 1994, cominciava senza Valderrama: dopo l'assassinio di Andrés Escobar, infatti, il Pibe aveva annunciato il suo ritiro dal calcio, salvo poi ritornare sulla propria decisione due mesi dopo, anche grazie all'influenza del tecnico del Junior Comesaña. La situazione si presentava poco amichevole: in seguito all'eliminazione al primo turno della Nazionale nel corso del campionato del mondo 1994, infatti, l'ex idolo era malvisto dalle tifoserie di varie squadre, che lo incolpavano in parte del fallimento avvenuto negli USA. Con il passare del tempo riuscì a ricucire i rapporti con i colombiani e anche a tornare a giocare a livello internazionale. Il campionato 1994 si concluse con l'esclusione dell'Atlético Junior dal girone finale, a causa degli scarsi risultati ottenuti soprattutto durante la prima fase del campionato (decimo posto su sedici squadre), disputata senza Valderrama. Nel 1995 la Dimayor modificò la formula del campionato, eliminando le varie fasi a gironi e adottando un unico girone all'italiana, della durata di trenta partite. All'ultima giornata di campionato, nonostante la sconfitta contro il Santa Fe, il club vinse il quarto titolo della sua storia. Valderrama concluse la sua ultima stagione in Colombia con un bilancio di 29 partite giocate su 30, senza alcuna rete all'attivo.

#### L'esperienza statunitense

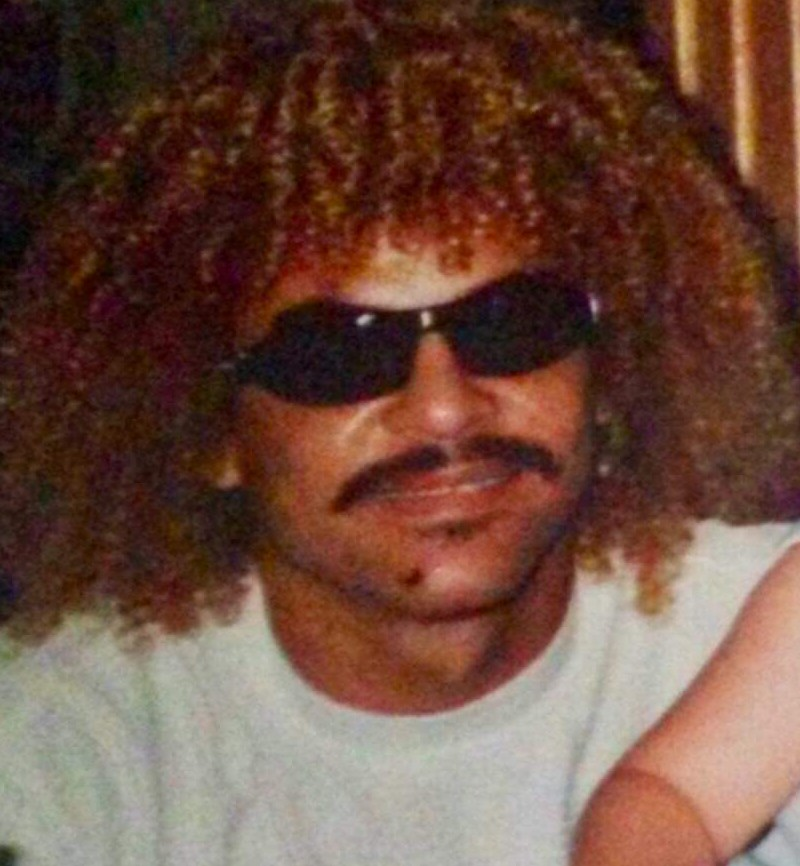
Valderrama in Florida nel 1998

Nel 1996, in vista della creazione di un campionato di calcio nazionale, la United States Soccer Federation decise, per bilanciare i valori delle squadre così da garantire un torneo quanto più possibile equilibrato, di assegnare a ognuna delle varie compagini quattro giocatori, selezionati tra i migliori elementi che avevano scelto di giocare nella nuova lega. Conseguentemente, Valderrama venne assegnato al Tampa Bay Mutiny, squadra in cui aveva espresso il desiderio di giocare, con la cui maglia debuttò il 13 aprile 1996 nell'incontro contro il New England Revolution. La prima stagione del colombiano negli Stati Uniti fu caratterizzata da un ottimo rendimento: giocò 23 partite nella regular season, mettendo a segno 4 reti e, soprattutto, diciassette assist vincenti, nonostante i trentacinque anni di età.
L'avventura nei playoff si interruppe alle semifinali, allorché il salvadoregno Raúl Díaz Arce, dopo aver segnato una tripletta nella gara d'andata, suggellò il passaggio del turno del D.C. United con il gol del 2-1 nella partita di ritorno, giocatasi a Tampa. Al termine del campionato Valderrama ricevette il premio MVP della Major League Soccer quale miglior giocatore stagionale, mentre il suo compagno Roy Lassiter primeggiò nella classifica dei marcatori con ventisette reti. L'annata seguente si aprì il 6 aprile 1997; il Tampa Bay Mutiny si classificò secondo nella Eastern Conference, dietro ai campioni in carica, e il regista colombiano tenne una media di 0,95 assist a partita (diciannove infatti furono i passaggi vincenti, su un totale di venti incontri disputati) nella stagione regolare, mentre la fase ad eliminazione diretta si concluse al primo turno in seguito alla doppia sconfitta contro il Columbus Crew.
Ancora una volta, comunque, Valderrama si mise in evidenza come uno dei migliori del campionato, ricevendo di nuovo l'inclusione nella lista per il premio di MVP (che andò allo statunitense Preki) e venendo nominato miglior giocatore dell'MLS All-Star Game. Quando lasciò Tampa, dopo una breve parentesi al Deportivo Cali nel 1997, terminata a marzo, decise, in occasione della Major League Soccer 1998, di trasferirsi al Miami Fusion, squadra alla sua prima partecipazione al massimo campionato in seguito alla sua fondazione, avvenuta l'anno precedente. Le 18 presenze del centrocampista, impreziosite da dodici assist, aiutarono il club a raggiungere i play-off in quanto quarta qualificata della Eastern Conference, ultimo posto disponibile, per di più con un solo punto di vantaggio sulla ex squadra di Valderrama. Ancora una volta a frapporsi tra il sodalizio del sudamericano e le fasi successive della post season fu il D.C. United, che eliminò il Fusion agli shootout.
L'esperienza del colombiano in Florida terminò il 23 aprile 1999, dopo quattro partite di regular season (in cui mise a segno una rete ed effettuò due assist), anche a causa del difficile rapporto con l'allenatore brasiliano Ivo Wortmann; giocò poi le due poco fortunate partite di playoff del Tampa Bay Mutiny contro il Columbus Crew. La stagione 2000, la prima disputata dall'inizio dopo il ritorno al Mutiny, vide Valderrama stabilire un record, ventisei assist in trentadue partite, contribuendo così alla qualificazione della compagine ai play-off; ancora una volta la post season si fermò dopo due gare: i Los Angeles Galaxy infatti sconfissero la squadra di Tampa sia all'andata che al ritorno, concludendo così l'ultima stagione di Valderrama in Florida.
Il 2001 fu un anno di svolta per il centrocampista che, passato dalla calda Florida ai Rapids dell'arido Colorado, si apprestava a compiere quarant'anni, che lo rendevano il giocatore più anziano della MLS (il più giovane, il diciassettenne Santino Quaranta, aveva ventitré anni in meno di lui). Fu trasferito al Colorado Rapids nell'ambito di uno scambio di giocatori che portò Valderrama, Kotschau e Garlick a Commerce City, mentre Adin Brown, Scott Vermillion e una delle prime scelte del Draft si accasarono a Miami. Nonostante il peso dell'età, riuscì comunque a giocare dodici partite in campionato, senza tuttavia qualificarsi ai playoff; anche il numero degli assist diminuì, attestandosi a tre.
Quella del 2002 fu l'ultima annata della carriera di Valderrama, nonché una delle migliori in campionato: la formazione del Colorado raggiunse infatti le semifinali, e si dovette arrendere solo ai futuri campioni del Los Angeles Galaxy (decisive nella doppia sfida le tre reti complessive del guatemalteco Carlos Ruiz). Anche a livello personale il regista sudamericano raggiunse discrete cifre (sedici gli assist nelle ventisette partite di regular season). Chiuse dunque la carriera nel calcio professionistico a quarantuno anni, venendo ricordato come uno dei migliori giocatori del campionato statunitense, detenendo il record per il maggior numero di assist (114). Il 1º febbraio 2004 ha dato ufficialmente l'addio al calcio con una partita a cui hanno preso parte varie altre personalità del calcio sudamericano.

### Nazionale

#### Il debutto e i primi tempi
Le sue prime esperienze a livello internazionale con una rappresentativa colombiana furono con una selezione Under-17, cui seguì il periodo con la Colombia under 20. Durante il biennio con la formazione Under-20 partecipò al Campionato sudamericano di calcio Under-20 1981, in programma in Ecuador: la compagine andina mirava a ottenere la qualificazione per il Mondiale di categoria, Australia 1981. Sebbene Valderrama avesse segnato una rete, la sua formazione non riuscì ad andare oltre al quinto posto nel proprio girone, venendo di conseguenza eliminata. Debuttò in Nazionale maggiore il 27 ottobre 1985 contro il Paraguay ad Asunción, in una partita valevole per le qualificazioni al campionato del mondo 1986. L'allora commissario tecnico Gabriel Ochoa Uribe (che ricopriva un doppio incarico, sedendo sulla panchina dell'América de Cali in campionato e facendo contemporaneamente il selezionatore) lo fece entrare al settantesimo minuto in luogo di José Hernández.

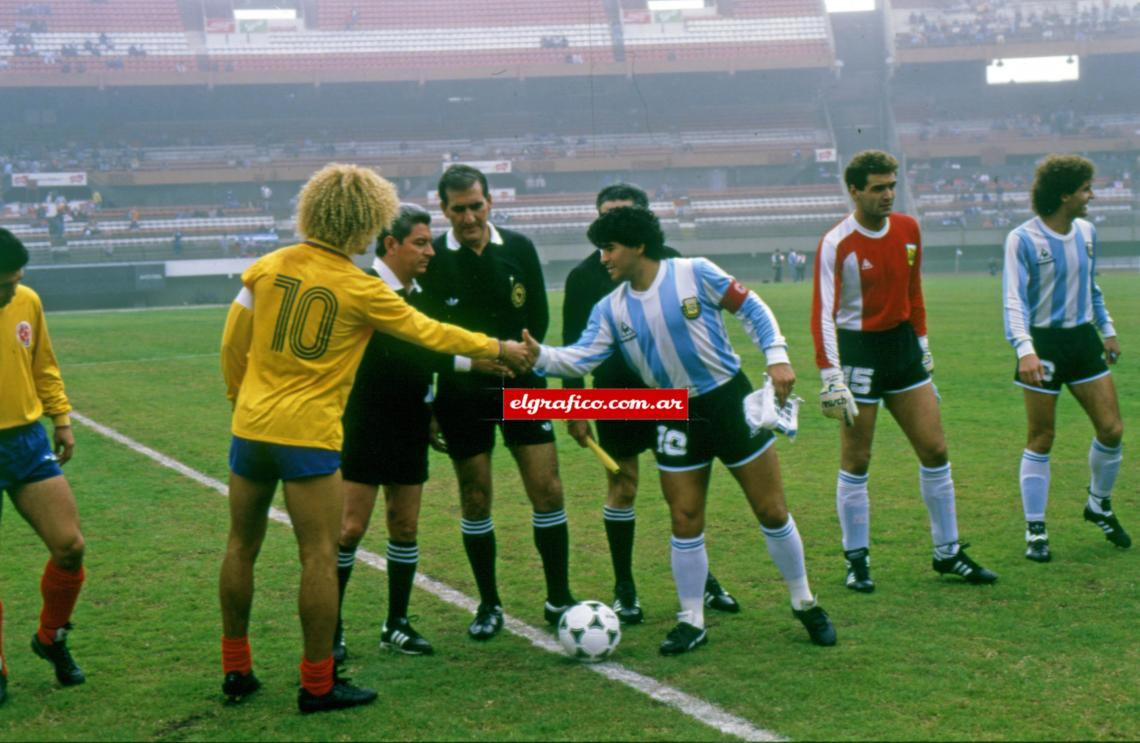
Valderrama e Maradona si stringono la mano alla Copa América del 1987

Già nella partita di ritorno, Valderrama venne schierato come titolare, ma la Colombia non ottenne comunque la qualificazione al Mondiale. Da quel doppio scontro con il Paraguay, tornò a vestire la maglia dei Cafeteros nel 1987, in occasione della Copa América, sua prima competizione ufficiale; al debutto il 1º luglio contro la Bolivia segnò la prima delle due reti della vittoria della sua formazione (l'altra la mise a segno Arnoldo Iguarán). Dopo la seconda vittoria contro il Paraguay, la Colombia aveva dunque ottenuto il passaggio alle semifinali, che la videro contrapposta al Cile; furono necessari i tempi supplementari, che alla fine decretarono i cileni vincitori, grazie ai gol in rapida successione di Astengo e Vera che resero inutile il vantaggio colombiano, peraltro marcato pochi minuti prima da Redín su calcio di rigore. A Colombia e Argentina, quindi, restava da disputarsi il terzo posto, mentre Cile e Uruguay (futuro vincitore) si contendevano il trofeo. Fu proprio durante la partita contro gli argentini che Valderrama si impose all'attenzione internazionale: la sua prestazione venne lodata anche da giornalisti esteri e fu determinante per la vittoria per 2-0 della sua Nazionale, firmata dai gol di Gabriel Gómez e Juan Galeano. Il risultato della Colombia, giunto a sorpresa, mise in evidenza le tattiche del CT Maturana e le doti del centrocampista, che vinse il premio di miglior calciatore del continente, assegnato dal quotidiano uruguaiano El País. Il 1988 venne caratterizzato principalmente da amichevoli e dalla partecipazione alla Coppa Stanley Rous.
L'anno seguente era quello della Copa América in Brasile, a cui la Colombia si presentava forte della positiva partecipazione all'edizione precedente, esordendo con una vittoria sul Venezuela per 4-2 a Salvador (città in cui si svolgevano tutti gli incontri del Gruppo A). Nonostante l'avvio convincente, la selezione di Valderrama venne sconfitta per 1-0 dal Paraguay e non andò oltre il pareggio con il Perù: la contemporanea vittoria del Brasile sul Paraguay permise a queste due formazioni di qualificarsi con sei punti ciascuna, mentre la Colombia si classificò terza con quattro e non riuscì ad accedere al girone finale. Sebbene la formazione andina non avesse ottenuto un buon risultato in Copa América, riuscì comunque a centrare un importante risultato: la qualificazione a Italia 1990, che segnava il suo ritorno ai Mondiali dopo ventotto anni (l'ultima partecipazione era datata Cile 1962).

#### L'apogeo (1990-1994)

La nazionale colombiana al, capitanata da Valderrama

L'ultimo decennio del ventesimo secolo iniziava dunque positivamente per Valderrama e per la sua Nazionale: dopo l'amichevole contro l'Ungheria a Budapest, la Colombia esordì nel Campionato mondiale il 9 giugno 1990 allo stadio Renato Dall'Ara di Bologna contro gli Emirati Arabi Uniti. La partita si rivelò piuttosto agevole per la compagine sudamericana, che vinse per due reti a zero con gol di Bernardo Redín e dello stesso Valderrama, che segnò da fuori area a cinque minuti dal novantesimo.
Sempre la città emiliana fu il teatro della seconda sfida del gruppo D, quella contro la Jugoslavia il 14 giugno; stavolta, però, la formazione di Maturana non riuscì ad avere la meglio sui più quotati avversari europei, subendo la rete dell'uno a zero al 75', segnata da Davor Jozić. L'ultimo incontro in programma era datato 19 giugno e prevedeva lo scontro tra la Colombia e la Germania Ovest. La rete segnata da Pierre Littbarski a un minuto dalla fischio finale pareva ridurre al minimo le possibilità di qualificazione della Colombia come miglior terza, ma Valderrama fu decisivo: preso il pallone a centrocampo, evitò elegantemente alcuni avversari e servì Freddy Rincón, che proprio al novantesimo segnò il gol del pareggio.

Milano, 19 giugno 1990. Valderrama contrastato dal tedesco Häßler durante la partita contro la valevole per la fase a gironi del mondiale italiano.

L'inaspettato esito dell'incontro permise alla Nazionale sudamericana di ottenere la qualificazione al turno successivo come seconda miglior terza dietro all'Argentina. Gli ottavi di finale misero così davanti Colombia e Camerun, due delle sorprese del torneo: allo stadio San Paolo di Napoli la partita fu in stallo durante i tempi regolamentari, in quanto nessuna delle due formazioni riusciva a segnare, e si resero necessari i trenta minuti addizionali; due reti di Roger Milla segnarono l'eliminazione dei sudamericani. Il Camerun così diventò la prima selezione del suo continente a qualificarsi ai quarti di finale. Nonostante l'eliminazione, la Colombia aveva suscitato una buona impressione al Mondiale, e lo stesso Valderrama era divenuto famoso al grande pubblico grazie alle sue prestazioni italiane. Passò quasi un anno prima che la selezione sudamericana tornasse a calcare i campi internazionali (il 5 giugno 1991 contro la Svezia a Stoccolma), in vista della Copa América 1991.
In tale torneo, disputatosi in Cile, la Nazionale esordì il 7 luglio a Valparaíso contro l'Ecuador, vincendo per una rete a zero, e continuò con un pareggio a reti bianche con la Bolivia; ma il risultato più importante fu la vittoria contro i campioni in carica del Brasile per 2-0, con gol di Antony de Ávila e Arnoldo Iguarán, che permise alla Colombia di classificarsi al primo posto nel gruppo B. Una volta giunta al girone finale, non riuscì a mantenere l'andamento della fase precedente e assommò un solo punto in tre partite (contro il Cile), terminando dunque in ultima posizione nel gruppo (la quarta assoluta). Nel 1992 solo due partite videro Valderrama giocare con la maglia della sua Nazionale, entrambe valevoli per la Coppa dell'Amicizia tenutasi a Los Angeles.
Il 1993 invece si aprì nel segno di varie amichevoli, in preparazione sia alla Copa América sia alle qualificazioni per il campionato del mondo 1994. Nella competizione continentale, Valderrama guidò i suoi, da capitano, al terzo posto, superando dapprima un girone comprendente Bolivia, Messico e Argentina, e successivamente i quarti di finale contro l'Uruguay (finiti 5-3 dopo i tiri di rigore); fu l'Argentina – futura vincitrice – a tagliare fuori i colombiani dalla finalissima, vincendo ai rigori per 6-5. Per la Colombia rimaneva dunque da disputare la finale per il terzo posto con l'Ecuador di Dušan Drašković, che Adolfo Valencia risolse in favore degli andini a cinque minuti dal termine; la Colombia, comunque, fu riconosciuta (anche dai tecnici Capello e Sacchi) come la squadra che aveva espresso il miglior calcio durante la manifestazione.
Appena un mese dopo il termine della Copa América iniziò il girone sudamericano da cui sarebbero uscite le partecipanti a Stati Uniti 1994, che includeva Paraguay, Perù e Argentina. Il pareggio contro il Paraguay e la vittoria contro il Perù fecero da preludio a un'importante vittoria della selezione cafetera contro l'Argentina a Barranquilla: l'abilità a centrocampo di Valderrama permise alla sua formazione di vincere per 2-1, interrompendo così la serie di trentatré risultati utili consecutivi dei contendenti, guidati in panchina da Alfio Basile. Storica per il calcio colombiano fu, però, la gara di ritorno, giocata il 5 settembre 1993 al Monumental di Buenos Aires: contro i quotati avversari, infatti, la Nazionale fu guidata dall'estro di Valderrama, regista elegante e preciso, a una vittoria per 5-0, la prima sconfitta nelle qualificazioni mondiali degli argentini in una partita giocata in casa.
In seguito a tale esito, la Colombia si presentò al Mondiale statunitense come una delle favorite alla vittoria del titolo, e Valderrama (che tempo dopo definì quella vittoria uno dei punti più alti da lui raggiunti in carriera), ricevette, per la seconda volta, il premio di miglior calciatore del Sudamerica. Il Mondiale americano prospettava dunque per lui e per la sua Nazionale un ruolo da protagonista: in molti (tra cui Dino Baggio, Roberto Baggio e Telê Santana), infatti, avevano indicato la Colombia come la possibile sorpresa della manifestazione, mentre altri la davano come candidata alla vittoria finale (ad esempio Johan Cruijff e Pelé).
Il 18 febbraio 1994, durante la gara contro la Svezia giocata a Miami, Valderrama subì un infortunio al ginocchio destro, in cui si verificarono uno strappo ad un legamento e una lesione alla cartilagine. In Colombia ci fu grande preoccupazione per la possibile defezione del capitano della Nazionale, anche perché appariva difficile trovare un sostituto, a causa delle peculiari caratteristiche, tecniche e caratteriali, del numero dieci. In seguito a un'operazione chirurgica, effettuata con successo, l'infortunio guarì e il centrocampista poté viaggiare negli Stati Uniti per disputare la competizione. Valderrama si presentò dunque al Mondiale come leader e fulcro della squadra grazie ai suoi passaggi, che ne scandivano il gioco. L'avventura americana ebbe inizio il 18 giugno al Rose Bowl di Pasadena contro la Romania, davanti a oltre novantamila persone.
La partita terminò con la vittoria degli europei per 3-1, con il regista sudamericano ammonito al cinquantatreesimo minuto. Il successivo incontro, che vedeva contrapposti ai colombiani i padroni di casa degli USA, terminò nuovamente con una sconfitta, e le possibilità di passare il turno si ridussero ulteriormente; ininfluente fu la vittoria per due reti a zero contro la Svizzera. La prestazione della Nazionale fu condizionata dalle minacce rivolte al CT Maturana e al centrocampista Gómez, situazione che poi sfocerà nell'assassinio di Andrés Escobar.

#### 1995-1998 e il ritiro
Terminato il Mondiale, dunque, Valderrama aveva seriamente considerato l'ipotesi di ritirarsi, soprattutto in seguito all'omicidio dell'amico Escobar, che il calciatore aveva considerato il peggior momento della carriera. Anche in seguito alla decisione di proseguire a giocare, vi fu un breve periodo di impasse, in quanto giornalisti e tifosi lo ritenevano in parte responsabile del fallimento della selezione negli USA. Riconciliatosi con gli appassionati di calcio del suo paese, tornò in Nazionale il 20 giugno 1995 contro la Nigeria, quasi un anno dopo l'ultima partita del Mondiale. Il 7 luglio iniziò la Copa América 1995, la seconda per Valderrama senza Francisco Maturana come commissario tecnico; il nuovo CT era l'ex vice di Maturana, Hernán Darío Gómez.

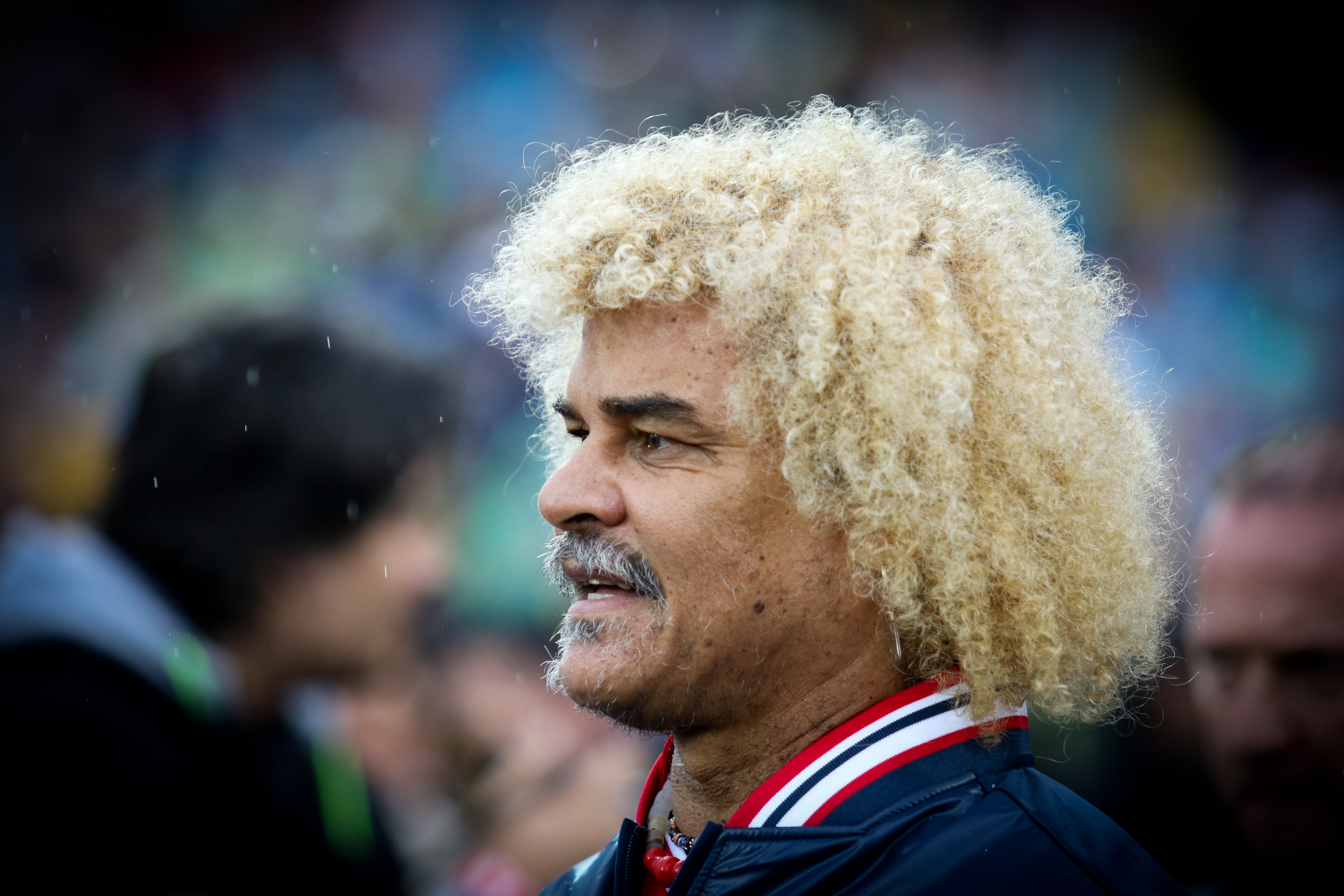
Valderrama nel 2016

La Nazionale colombiana fece bene, superando il girone iniziale (comprendente Perù, Brasile ed Ecuador) e superò ai quarti il Paraguay, ai calci di rigore. La semifinale contro i padroni di casa dell'Uruguay vide gli andini perdere per due reti a zero: la finale per il terzo posto li vide contrapposti agli Stati Uniti. Stavolta, contrariamente a quanto successo al Mondiale, fu la Colombia a vincere (per 4-1), con Valderrama che mise a segno il secondo gol al trentottesimo minuto. Questa edizione della competizione fu l'ultima a cui partecipò il centrocampista, che infatti non giocò la Copa América 1997, manifestazione durante la quale l'abitualmente sua maglia numero dieci fu indossata da Edison Mafla.
Il 1996 e il 1997 furono caratterizzati da amichevoli e dalle qualificazioni al campionato mondiale di calcio 1998; fu l'unico membro della sua Nazionale a giocare tutte e sedici le gare di qualificazione, nonostante l'avanzata età, e vestendo la fascia di capitano fu il leader e uno dei migliori della squadra durante il girone eliminatorio. Il 15 giugno 1998 la Colombia esordì al quarto Mondiale della sua storia nuovamente contro la Romania, e di nuovo fu una sconfitta; l'unico gol della partita lo segnò Adrian Ilie. La partita successiva, con l'abbordabile Tunisia, fu vinta dai sudamericani, con Valderrama che servì l'assist a Léider Preciado per la rete della vittoria. Per qualificarsi agli ottavi, dunque, serviva una vittoria contro l'Inghilterra, ma arrivò la seconda sconfitta. Con la fine dell'avventura al Mondiale della Colombia, finì anche la carriera internazionale di Valderrama, che il 26 giugno 1998, giorno della partita contro la Nazionale inglese, giocò per l'ultima volta con la sua selezione.

## Statistiche

### Presenze e reti nei club
| Stagione                | Squadra                 | Campionato              | Campionato | Campionato | Coppe nazionali | Coppe nazionali | Coppe nazionali | Coppe continentali | Coppe continentali | Coppe continentali | Altre coppe | Altre coppe | Altre coppe | Totale | Totale |
| Stagione                | Squadra                 | Comp                    | Pres       | Reti       | Comp            | Pres            | Reti            | Comp               | Pres               | Reti               | Comp        | Pres        | Reti        | Pres   | Reti   |
| ----------------------- | ----------------------- | ----------------------- | ---------- | ---------- | --------------- | --------------- | --------------- | ------------------ | ------------------ | ------------------ | ----------- | ----------- | ----------- | ------ | ------ |
| 1981                    | Unión Magdalena         | CP                      | 15         | 1          | –               | –               | –               | –                  | –                  | –                  | –           | –           | –           | 15     | 1      |
| 1982                    | Unión Magdalena         | CP                      | 43         | 2          | –               | –               | –               | –                  | –                  | –                  | –           | –           | –           | 43     | 2      |
| 1983                    | Unión Magdalena         | CP                      | 36         | 2          | –               | –               | –               | –                  | –                  | –                  | –           | –           | –           | 36     | 2      |
| Totale Unión Magdalena  | Totale Unión Magdalena  | Totale Unión Magdalena  | 94         | 5          |                 | –               | –               |                    | –                  | –                  |             | –           | –           | 94     | 5      |
| 1984                    | Millonarios             | CP                      | 33         | 0          | –               | –               | –               | –                  | –                  | –                  | –           | –           | –           | 33     | 0      |
| 1985                    | Deportivo Cali          | CP                      | 48         | 13         | –               | –               | –               | –                  | –                  | –                  | –           | –           | –           | 48     | 13     |
| 1986                    | Deportivo Cali          | CP                      | 46         | 5          | –               | –               | –               | CL                 | 6                  | 0                  | –           | –           | –           | 52     | 5      |
| 1987                    | Deportivo Cali          | CP                      | 37         | 4          | –               | –               | –               | CL                 | 6                  | 1                  | –           | –           | –           | 43     | 5      |
| 1988-1989               | Montpellier             | L1                      | 24         | 1          | CdF             | 2               | 0               | CU                 | 1                  | 0                  | –           | –           | –           | 27     | 1      |
| 1989-1990               | Montpellier             | L1                      | 18         | 1          | CdF             | 5               | 1               | –                  | –                  | –                  | –           | –           | –           | 23     | 2      |
| 1990-1991               | Montpellier             | L1                      | 35         | 2          | CdF             | 2               | 0               | CdC                | 4                  | 0                  | –           | –           | –           | 41     | 2      |
| Totale Montpellier      | Totale Montpellier      | Totale Montpellier      | 77         | 4          |                 | 9               | 1               |                    | 5                  | 0                  |             | –           | –           | 91     | 5      |
| 1991-1992               | Real Valladolid         | PD                      | 17         | 1          | CdR             | 4               | 0               | –                  | –                  | –                  | –           | –           | –           | 21     | 1      |
| 1992                    | Independiente Medellín  | CM                      | 10         | 1          | –               | –               | –               | –                  | –                  | –                  | –           | –           | –           | 10+    | 1+     |
| 1993                    | Atlético Junior         | CM                      | 35         | 4          | –               | –               | –               | –                  | –                  | –                  | –           | –           | –           | 35     | 4      |
| 1994                    | Atlético Junior         | CM                      | 18         | 1          | –               | –               | –               | CL                 | 7                  | 0                  | –           | –           | –           | 25     | 1      |
| 1995                    | Atlético Junior         | CM                      | 29         | 0          | –               | –               | –               | –                  | –                  | –                  | –           | –           | –           | 29     | 0      |
| Totale Atlético Junior  | Totale Atlético Junior  | Totale Atlético Junior  | 82         | 5          |                 | –               | -               |                    | 7                  | 0                  |             | -           | -           | 89     | 5      |
| 1996                    | Tampa Bay Mutiny        | MLS                     | 23+4       | 4+0        | –               | –               | –               | –                  | –                  | –                  | –           | –           | –           | 27     | 4      |
| 1996-1997               | Deportivo Cali          | CM                      | 18         | 4          | –               | –               | –               | CL                 | 3                  | 1                  | –           | –           | –           | 21     | 5      |
| Totale Deportivo Cali   | Totale Deportivo Cali   | Totale Deportivo Cali   | 149        | 26         |                 | –               | –               |                    | 15                 | 2                  |             | –           | –           | 164    | 28     |
| 1997                    | Tampa Bay Mutiny        | MLS                     | 20+2       | 3+0        | –               | –               | –               | –                  | –                  | –                  | –           | –           | –           | 22     | 3      |
| 1998                    | Miami Fusion            | MLS                     | 18+2       | 2+0        | –               | –               | –               | –                  | –                  | –                  | –           | –           | –           | 20     | 2      |
| 1999                    | Miami Fusion            | MLS                     | 4          | 1          | –               | –               | –               | –                  | –                  | –                  | –           | –           | –           | 4      | 1      |
| Totale Miami Fusion     | Totale Miami Fusion     | Totale Miami Fusion     | 22         | 3          |                 | –               | –               |                    | –                  | –                  |             | –           | –           | 22     | 3      |
| 1999                    | Tampa Bay Mutiny        | MLS                     | 0+2        | 0+0        | –               | –               | –               | –                  | –                  | –                  | –           | –           | –           | 2      | 0      |
| 2000                    | Tampa Bay Mutiny        | MLS                     | 32+2       | 1+0        | –               | –               | –               | –                  | –                  | –                  | –           | –           | –           | 34     | 1      |
| Totale Tampa Bay Mutiny | Totale Tampa Bay Mutiny | Totale Tampa Bay Mutiny | 83         | 8          |                 | –               | –               |                    | –                  | –                  |             | –           | –           | 83     | 8      |
| 2001                    | Colorado Rapids         | MLS                     | 12+0       | 0+0        | –               | –               | –               | –                  | –                  | –                  | –           | –           | –           | 12     | 0      |
| 2002                    | Colorado Rapids         | MLS                     | 27+5       | 5+1        | USOC            | 2               | 0               | -                  | -                  | -                  | –           | –           | –           | 34     | 6      |
| Totale Colorado Rapids  | Totale Colorado Rapids  | Totale Colorado Rapids  | 44         | 6          |                 | 2               | 0               |                    | –                  | –                  |             | –           | –           | 46     | 6      |
| Totale carriera         | Totale carriera         | Totale carriera         | 611        | 59         |                 | 23              | 2               |                    | 27                 | 2                  |             | –           | –           | 625+   | 62+    |

### Cronologia presenze e reti in nazionale
| Cronologia completa delle presenze e delle reti in nazionale ― Colombia | Cronologia completa delle presenze e delle reti in nazionale ― Colombia | Cronologia completa delle presenze e delle reti in nazionale ― Colombia | Cronologia completa delle presenze e delle reti in nazionale ― Colombia | Cronologia completa delle presenze e delle reti in nazionale ― Colombia | Cronologia completa delle presenze e delle reti in nazionale ― Colombia | Cronologia completa delle presenze e delle reti in nazionale ― Colombia | Cronologia completa delle presenze e delle reti in nazionale ― Colombia |
| Data                                                                    | Città                                                                   | In casa                                                                 | Risultato                                                               | Ospiti                                                                  | Competizione                                                            | Reti                                                                    | Note                                                                    |
| ----------------------------------------------------------------------- | ----------------------------------------------------------------------- | ----------------------------------------------------------------------- | ----------------------------------------------------------------------- | ----------------------------------------------------------------------- | ----------------------------------------------------------------------- | ----------------------------------------------------------------------- | ----------------------------------------------------------------------- |
| 27-10-1985                                                              | Asunción                                                                | Paraguay                                                                | 3 – 0                                                                   | Colombia                                                                | Qual. Mondiali 1986                                                     | -                                                                       | 70’                                                                     |
| 3-11-1985                                                               | Cali                                                                    | Colombia                                                                | 2 – 1                                                                   | Paraguay                                                                | Qual. Mondiali 1986                                                     | -                                                                       | 83’                                                                     |
| 1-7-1987                                                                | Rosario                                                                 | Colombia                                                                | 2 – 0                                                                   | Bolivia                                                                 | Coppa America 1987 - 1º turno                                           | 1                                                                       | cap.                                                                    |
| 5-7-1987                                                                | Rosario                                                                 | Colombia                                                                | 3 – 0                                                                   | Paraguay                                                                | Coppa America 1987 - 1º turno                                           | -                                                                       | cap.                                                                    |
| 8-7-1987                                                                | Córdoba                                                                 | Cile                                                                    | 2 – 1 dts                                                               | Colombia                                                                | Coppa America 1987 - Quarti di finale                                   | -                                                                       | cap.                                                                    |
| 11-7-1987                                                               | Buenos Aires                                                            | Argentina                                                               | 1 – 2                                                                   | Colombia                                                                | Coppa America 1987 - Finale 3º posto                                    | -                                                                       | cap.                                                                    |
| 30-3-1988                                                               | Armenia                                                                 | Colombia                                                                | 3 – 0                                                                   | Canada                                                                  | Amichevole                                                              | 1                                                                       | cap. 67’                                                                |
| 14-5-1988                                                               | Miami                                                                   | Stati Uniti                                                             | 0 – 2                                                                   | Colombia                                                                | Amichevole                                                              | -                                                                       | cap. 82’                                                                |
| 17-5-1988                                                               | Glasgow                                                                 | Scozia                                                                  | 0 – 0                                                                   | Colombia                                                                | Coppa Stanley Rous                                                      | -                                                                       | cap.                                                                    |
| 19-5-1988                                                               | Helsinki                                                                | Finlandia                                                               | 1 – 3                                                                   | Colombia                                                                | Amichevole                                                              | -                                                                       | cap.                                                                    |
| 24-5-1988                                                               | Londra                                                                  | Inghilterra                                                             | 1 – 1                                                                   | Colombia                                                                | Coppa Stanley Rous                                                      | -                                                                       | cap.                                                                    |
| 9-3-1989                                                                | Barranquilla                                                            | Colombia                                                                | 1 – 0                                                                   | Argentina                                                               | Amichevole                                                              | -                                                                       | cap.                                                                    |
| 24-6-1989                                                               | Miami                                                                   | Stati Uniti                                                             | 0 – 1                                                                   | Colombia                                                                | Amichevole                                                              | 1                                                                       | cap.                                                                    |
| 27-6-1989                                                               | Miami                                                                   | Colombia                                                                | 4 – 0                                                                   | Haiti                                                                   | Amichevole                                                              | 1                                                                       | cap.                                                                    |
| 3-7-1989                                                                | Salvador                                                                | Colombia                                                                | 4 – 2                                                                   | Venezuela                                                               | Coppa America 1989 - 1º turno                                           | -                                                                       | cap.                                                                    |
| 5-7-1989                                                                | Salvador                                                                | Paraguay                                                                | 1 – 0                                                                   | Colombia                                                                | Coppa America 1989 - 1º turno                                           | -                                                                       | cap.                                                                    |
| 7-7-1989                                                                | Salvador                                                                | Brasile                                                                 | 0 – 0                                                                   | Colombia                                                                | Coppa America 1989 - 1º turno                                           | -                                                                       | cap.                                                                    |
| 9-7-1989                                                                | Recife                                                                  | Perù                                                                    | 1 – 1                                                                   | Colombia                                                                | Coppa America 1989 - 1º turno                                           | -                                                                       | cap.                                                                    |
| 6-8-1989                                                                | Montevideo                                                              | Uruguay                                                                 | 0 – 0                                                                   | Colombia                                                                | Amichevole                                                              | -                                                                       | cap.                                                                    |
| 20-8-1989                                                               | Barranquilla                                                            | Colombia                                                                | 2 – 0                                                                   | Ecuador                                                                 | Qual. Mondiali 1990                                                     | -                                                                       | cap.                                                                    |
| 27-8-1989                                                               | Asunción                                                                | Paraguay                                                                | 2 – 1                                                                   | Colombia                                                                | Qual. Mondiali 1990                                                     | -                                                                       | cap.                                                                    |
| 3-9-1989                                                                | Guayaquil                                                               | Ecuador                                                                 | 0 – 0                                                                   | Colombia                                                                | Qual. Mondiali 1990                                                     | -                                                                       | cap.                                                                    |
| 17-9-1989                                                               | Barranquilla                                                            | Colombia                                                                | 2 – 1                                                                   | Paraguay                                                                | Qual. Mondiali 1990                                                     | -                                                                       | cap.                                                                    |
| 15-10-1989                                                              | Barranquilla                                                            | Colombia                                                                | 1 – 0                                                                   | Israele                                                                 | Qual. Mondiali 1990                                                     | -                                                                       | cap.                                                                    |
| 30-10-1989                                                              | Tel Aviv                                                                | Israele                                                                 | 0 – 0                                                                   | Colombia                                                                | Qual. Mondiali 1990                                                     | -                                                                       | cap.                                                                    |
| 2-6-1990                                                                | Budapest                                                                | Ungheria                                                                | 3 – 1                                                                   | Colombia                                                                | Amichevole                                                              | -                                                                       | cap.                                                                    |
| 9-6-1990                                                                | Bologna                                                                 | Colombia                                                                | 2 – 0                                                                   | Emirati Arabi Uniti                                                     | Mondiali 1990 - 1º turno                                                | 1                                                                       | cap.                                                                    |
| 14-6-1990                                                               | Bologna                                                                 | Jugoslavia                                                              | 1 – 0                                                                   | Colombia                                                                | Mondiali 1990 - 1º turno                                                | -                                                                       | cap.                                                                    |
| 19-6-1990                                                               | Milano                                                                  | Germania Ovest                                                          | 1 – 1                                                                   | Colombia                                                                | Mondiali 1990 - 1º turno                                                | -                                                                       | cap.                                                                    |
| 23-6-1990                                                               | Napoli                                                                  | Camerun                                                                 | 2 – 1 dts                                                               | Colombia                                                                | Mondiali 1990 - Ottavi di finale                                        | -                                                                       | cap.                                                                    |
| 5-6-1991                                                                | Solna                                                                   | Svezia                                                                  | 2 – 2                                                                   | Colombia                                                                | Amichevole                                                              | -                                                                       | cap.                                                                    |
| 25-6-1991                                                               | San José                                                                | Costa Rica                                                              | 0 – 1                                                                   | Colombia                                                                | Amichevole                                                              | -                                                                       | cap.                                                                    |
| 7-7-1991                                                                | Valparaíso                                                              | Colombia                                                                | 1 – 0                                                                   | Ecuador                                                                 | Coppa America 1991 - 1º turno                                           | -                                                                       | cap.                                                                    |
| 11-7-1991                                                               | Viña del Mar                                                            | Colombia                                                                | 0 – 0                                                                   | Bolivia                                                                 | Coppa America 1991 - 1º turno                                           | -                                                                       | cap.                                                                    |
| 13-7-1991                                                               | Viña del Mar                                                            | Colombia                                                                | 2 – 0                                                                   | Brasile                                                                 | Coppa America 1991 - 1º turno                                           | -                                                                       | cap.                                                                    |
| 15-7-1991                                                               | Viña del Mar                                                            | Uruguay                                                                 | 1 – 0                                                                   | Colombia                                                                | Coppa America 1991 - 1º turno                                           | -                                                                       | cap.                                                                    |
| 17-7-1991                                                               | Santiago del Cile                                                       | Cile                                                                    | 1 – 1                                                                   | Colombia                                                                | Coppa America 1991 - Girone finale                                      | -                                                                       | cap.                                                                    |
| 19-7-1991                                                               | Santiago del Cile                                                       | Brasile                                                                 | 2 – 0                                                                   | Colombia                                                                | Coppa America 1991 - Girone finale                                      | -                                                                       | cap.                                                                    |
| 21-7-1991                                                               | Santiago del Cile                                                       | Argentina                                                               | 2 – 1                                                                   | Colombia                                                                | Coppa America 1991 - Girone finale                                      | -                                                                       | cap.                                                                    |
| 31-7-1992                                                               | Los Angeles                                                             | Stati Uniti                                                             | 0 – 1                                                                   | Colombia                                                                | Coppa dell'Amicizia                                                     | -                                                                       | cap.                                                                    |
| 2-8-1992                                                                | Los Angeles                                                             | Colombia                                                                | 0 – 0                                                                   | Messico                                                                 | Coppa dell'Amicizia                                                     | -                                                                       | cap.                                                                    |
| 24-3-1993                                                               | San Cristóbal                                                           | Venezuela                                                               | 0 – 0                                                                   | Colombia                                                                | Amichevole                                                              | -                                                                       | cap. 71’                                                                |
| 8-5-1993                                                                | Miami                                                                   | Stati Uniti                                                             | 1 – 2                                                                   | Colombia                                                                | Amichevole                                                              | -                                                                       | cap.                                                                    |
| 21-5-1993                                                               | Bogotà                                                                  | Colombia                                                                | 1 – 1                                                                   | Venezuela                                                               | Amichevole                                                              | -                                                                       | cap.                                                                    |
| 6-6-1993                                                                | Bogotà                                                                  | Colombia                                                                | 1 – 0                                                                   | Cile                                                                    | Amichevole                                                              | -                                                                       | cap. 74’                                                                |
| 16-6-1993                                                               | Machala                                                                 | Colombia                                                                | 2 – 1                                                                   | Messico                                                                 | Coppa America 1993 - 1º turno                                           | -                                                                       | cap.                                                                    |
| 20-6-1993                                                               | Machala                                                                 | Colombia                                                                | 1 – 1                                                                   | Bolivia                                                                 | Coppa America 1993 - 1º turno                                           | -                                                                       | cap.                                                                    |
| 23-6-1993                                                               | Guayaquil                                                               | Colombia                                                                | 1 – 1                                                                   | Argentina                                                               | Coppa America 1993 - 1º turno                                           | -                                                                       | cap. 60’                                                                |
| 26-6-1993                                                               | Guayaquil                                                               | Colombia                                                                | 1 – 1 (5 – 3 dtr)                                                       | Uruguay                                                                 | Coppa America 1993 - Quarti di finale                                   | -                                                                       | cap.                                                                    |
| 1-7-1993                                                                | Guayaquil                                                               | Argentina                                                               | 0 – 0 (6 – 5 dtr)                                                       | Colombia                                                                | Coppa America 1993 - Semifinale                                         | -                                                                       | cap.                                                                    |
| 3-7-1993                                                                | Portoviejo                                                              | Ecuador                                                                 | 0 – 1                                                                   | Colombia                                                                | Coppa America 1993 - Finale 3º posto                                    | -                                                                       | cap.                                                                    |
| 1-8-1993                                                                | Barranquilla                                                            | Colombia                                                                | 0 – 0                                                                   | Paraguay                                                                | Qual. Mondiali 1994                                                     | -                                                                       | cap.                                                                    |
| 8-8-1993                                                                | Lima                                                                    | Perù                                                                    | 0 – 1                                                                   | Colombia                                                                | Qual. Mondiali 1994                                                     | -                                                                       | cap.                                                                    |
| 15-8-1993                                                               | Barranquilla                                                            | Colombia                                                                | 2 – 1                                                                   | Argentina                                                               | Qual. Mondiali 1994                                                     | -                                                                       | cap.                                                                    |
| 22-8-1993                                                               | Asunción                                                                | Paraguay                                                                | 1 – 1                                                                   | Colombia                                                                | Qual. Mondiali 1994                                                     | -                                                                       | cap.                                                                    |
| 29-8-1993                                                               | Barranquilla                                                            | Colombia                                                                | 4 – 0                                                                   | Perù                                                                    | Qual. Mondiali 1994                                                     | -                                                                       | cap.                                                                    |
| 5-9-1993                                                                | Buenos Aires                                                            | Argentina                                                               | 0 – 5                                                                   | Colombia                                                                | Qual. Mondiali 1994                                                     | -                                                                       | cap.                                                                    |
| 28-1-1994                                                               | Barinas                                                                 | Venezuela                                                               | 1 – 2                                                                   | Colombia                                                                | Amichevole                                                              | -                                                                       | cap.                                                                    |
| 6-2-1994                                                                | Jedda                                                                   | Arabia Saudita                                                          | 1 – 1                                                                   | Colombia                                                                | Amichevole                                                              | -                                                                       | cap.                                                                    |
| 9-2-1994                                                                | Jedda                                                                   | Arabia Saudita                                                          | 0 – 1                                                                   | Colombia                                                                | Amichevole                                                              | -                                                                       | cap.                                                                    |
| 18-2-1994                                                               | Miami                                                                   | Svezia                                                                  | 0 – 0                                                                   | Colombia                                                                | Joe Robbie Cup                                                          | -                                                                       | cap. 45’                                                                |
| 3-5-1994                                                                | Miami                                                                   | Colombia                                                                | 1 – 0                                                                   | Perù                                                                    | Miami Cup                                                               | -                                                                       | cap.                                                                    |
| 5-5-1994                                                                | Miami                                                                   | Colombia                                                                | 3 – 0                                                                   | El Salvador                                                             | Miami Cup                                                               | -                                                                       | cap.                                                                    |
| 3-6-1994                                                                | Boston                                                                  | Colombia                                                                | 2 – 0                                                                   | Irlanda del Nord                                                        | Amichevole                                                              | -                                                                       | cap.                                                                    |
| 5-6-1994                                                                | East Rutherford                                                         | Colombia                                                                | 2 – 0                                                                   | Grecia                                                                  | Amichevole                                                              | -                                                                       | cap.                                                                    |
| 18-6-1994                                                               | Pasadena                                                                | Romania                                                                 | 3 – 1                                                                   | Colombia                                                                | Mondiali 1994 - 1º turno                                                | -                                                                       | cap. 53’                                                                |
| 22-6-1994                                                               | Pasadena                                                                | Stati Uniti                                                             | 2 – 1                                                                   | Colombia                                                                | Mondiali 1994 - 1º turno                                                | -                                                                       | cap.                                                                    |
| 26-6-1994                                                               | San Francisco                                                           | Colombia                                                                | 2 – 0                                                                   | Svizzera                                                                | Mondiali 1994 - 1º turno                                                | -                                                                       | cap. 62’                                                                |
| 17-6-1995                                                               | East Rutherford                                                         | Colombia                                                                | 1 – 0                                                                   | Nigeria                                                                 | US Cup                                                                  | -                                                                       | cap.                                                                    |
| 21-6-1995                                                               | Washington                                                              | Colombia                                                                | 0 – 0                                                                   | Messico                                                                 | US Cup                                                                  | -                                                                       | cap.                                                                    |
| 25-6-1995                                                               | Piscataway                                                              | Stati Uniti                                                             | 0 – 0                                                                   | Colombia                                                                | US Cup                                                                  | -                                                                       | cap.                                                                    |
| 7-7-1995                                                                | Rivera                                                                  | Perù                                                                    | 1 – 1                                                                   | Colombia                                                                | Coppa America 1995 - 1º turno                                           | -                                                                       | cap.                                                                    |
| 10-7-1995                                                               | Rivera                                                                  | Colombia                                                                | 1 – 0                                                                   | Ecuador                                                                 | Coppa America 1995 - 1º turno                                           | -                                                                       | cap.                                                                    |
| 13-7-1995                                                               | Rivera                                                                  | Brasile                                                                 | 3 – 0                                                                   | Colombia                                                                | Coppa America 1995 - 1º turno                                           | -                                                                       | cap.                                                                    |
| 16-7-1995                                                               | Montevideo                                                              | Colombia                                                                | 1 – 1 (5 – 4 dtr)                                                       | Paraguay                                                                | Coppa America 1995 - Quarti di finale                                   | -                                                                       | cap.                                                                    |
| 19-7-1995                                                               | Montevideo                                                              | Uruguay                                                                 | 2 – 0                                                                   | Colombia                                                                | Coppa America 1995 - Semifinale                                         | -                                                                       | cap.                                                                    |
| 22-7-1995                                                               | Montevideo                                                              | Colombia                                                                | 4 – 1                                                                   | Stati Uniti                                                             | Coppa America 1995 - Finale 3º posto                                    | 1                                                                       | cap.                                                                    |
| 6-9-1995                                                                | Londra                                                                  | Inghilterra                                                             | 0 – 0                                                                   | Colombia                                                                | Amichevole                                                              | -                                                                       | cap.                                                                    |
| 11-10-1995                                                              | Buenos Aires                                                            | Argentina                                                               | 0 – 0                                                                   | Colombia                                                                | Amichevole                                                              | -                                                                       | cap.                                                                    |
| 26-10-1995                                                              | Pechino                                                                 | Cina                                                                    | 2 – 1                                                                   | Colombia                                                                | Amichevole                                                              | -                                                                       | cap.                                                                    |
| 29-11-1995                                                              | Los Angeles                                                             | Messico                                                                 | 2 – 2                                                                   | Colombia                                                                | Amichevole                                                              | -                                                                       | cap.                                                                    |
| 6-3-1996                                                                | Miami                                                                   | Colombia                                                                | 2 – 1                                                                   | Honduras                                                                | Amichevole                                                              | -                                                                       | cap.                                                                    |
| 28-3-1996                                                               | Medellín                                                                | Colombia                                                                | 4 – 1                                                                   | Bolivia                                                                 | Amichevole                                                              | -                                                                       | cap.                                                                    |
| 24-4-1996                                                               | Barranquilla                                                            | Colombia                                                                | 1 – 0                                                                   | Paraguay                                                                | Qual. Mondiali 1998                                                     | -                                                                       | cap.                                                                    |
| 29-5-1996                                                               | Miami                                                                   | Colombia                                                                | 1 – 0                                                                   | Scozia                                                                  | Amichevole                                                              | -                                                                       | 46’                                                                     |
| 2-6-1996                                                                | Lima                                                                    | Perù                                                                    | 1 – 1                                                                   | Colombia                                                                | Qual. Mondiali 1998                                                     | -                                                                       | cap.                                                                    |
| 7-7-1996                                                                | Barranquilla                                                            | Colombia                                                                | 3 – 1                                                                   | Uruguay                                                                 | Qual. Mondiali 1998                                                     | 1                                                                       | cap.                                                                    |
| 1-9-1996                                                                | Barranquilla                                                            | Colombia                                                                | 4 – 1                                                                   | Cile                                                                    | Qual. Mondiali 1998                                                     | -                                                                       | cap.                                                                    |
| 9-10-1996                                                               | Quito                                                                   | Ecuador                                                                 | 0 – 1                                                                   | Colombia                                                                | Qual. Mondiali 1998                                                     | -                                                                       | cap. 90+1’                                                              |
| 1-11-1996                                                               | New York                                                                | Colombia                                                                | 2 – 1                                                                   | Honduras                                                                | Amichevole                                                              | -                                                                       | cap.                                                                    |
| 10-11-1996                                                              | La Paz                                                                  | Bolivia                                                                 | 2 – 2                                                                   | Colombia                                                                | Qual. Mondiali 1998                                                     | -                                                                       | cap.                                                                    |
| 15-12-1996                                                              | San Cristóbal                                                           | Venezuela                                                               | 2 – 2                                                                   | Colombia                                                                | Qual. Mondiali 1998                                                     | -                                                                       | cap.                                                                    |
| 8-2-1997                                                                | Pereira                                                                 | Colombia                                                                | 1 – 0                                                                   | Slovacchia                                                              | Amichevole                                                              | -                                                                       | cap.                                                                    |
| 12-2-1997                                                               | Barranquilla                                                            | Colombia                                                                | 0 – 1                                                                   | Argentina                                                               | Qual. Mondiali 1998                                                     | -                                                                       | cap.                                                                    |
| 2-4-1997                                                                | Asunción                                                                | Paraguay                                                                | 2 – 1                                                                   | Colombia                                                                | Qual. Mondiali 1998                                                     | -                                                                       | cap.                                                                    |
| 30-4-1997                                                               | Barranquilla                                                            | Colombia                                                                | 0 – 1                                                                   | Perù                                                                    | Qual. Mondiali 1998                                                     | -                                                                       | cap.                                                                    |
| 8-6-1997                                                                | Montevideo                                                              | Uruguay                                                                 | 1 – 1                                                                   | Colombia                                                                | Qual. Mondiali 1998                                                     | -                                                                       | cap.                                                                    |
| 5-7-1997                                                                | Santiago del Cile                                                       | Cile                                                                    | 4 – 1                                                                   | Colombia                                                                | Qual. Mondiali 1998                                                     | -                                                                       | cap.                                                                    |
| 20-7-1997                                                               | Barranquilla                                                            | Colombia                                                                | 1 – 0                                                                   | Ecuador                                                                 | Qual. Mondiali 1998                                                     | -                                                                       | cap.                                                                    |
| 6-8-1997                                                                | Kingston                                                                | Giamaica                                                                | 1 – 0                                                                   | Colombia                                                                | Amichevole                                                              | -                                                                       | cap.                                                                    |
| 20-8-1997                                                               | Barranquilla                                                            | Colombia                                                                | 3 – 0                                                                   | Bolivia                                                                 | Qual. Mondiali 1998                                                     | 1                                                                       | cap.                                                                    |
| 10-9-1997                                                               | Barranquilla                                                            | Colombia                                                                | 1 – 0                                                                   | Venezuela                                                               | Qual. Mondiali 1998                                                     | -                                                                       | cap.                                                                    |
| 16-11-1997                                                              | Buenos Aires                                                            | Argentina                                                               | 1 – 1                                                                   | Colombia                                                                | Qual. Mondiali 1998                                                     | 1                                                                       | cap.                                                                    |
| 25-3-1998                                                               | Bogotà                                                                  | Colombia                                                                | 0 – 0                                                                   | Jugoslavia                                                              | Amichevole                                                              | -                                                                       | cap.                                                                    |
| 29-3-1998                                                               | New Haven                                                               | Colombia                                                                | 1 – 1                                                                   | Paraguay                                                                | Amichevole                                                              | -                                                                       | cap.                                                                    |
| 23-5-1998                                                               | East Rutherford                                                         | Colombia                                                                | 2 – 2                                                                   | Scozia                                                                  | Amichevole                                                              | 1                                                                       | cap.                                                                    |
| 30-5-1998                                                               | Francoforte sul Meno                                                    | Germania                                                                | 3 – 1                                                                   | Colombia                                                                | Amichevole                                                              | 1                                                                       | cap.                                                                    |
| 3-6-1998                                                                | Bruxelles                                                               | Belgio                                                                  | 2 – 0                                                                   | Colombia                                                                | Amichevole                                                              | -                                                                       | cap.                                                                    |
| 15-6-1998                                                               | Lione                                                                   | Colombia                                                                | 0 – 1                                                                   | Romania                                                                 | Mondiali 1998 - 1º turno                                                | -                                                                       | cap.                                                                    |
| 22-6-1998                                                               | Montpellier                                                             | Colombia                                                                | 1 – 0                                                                   | Tunisia                                                                 | Mondiali 1998 - 1º turno                                                | -                                                                       | cap.                                                                    |
| 26-6-1998                                                               | Lens                                                                    | Colombia                                                                | 0 – 2                                                                   | Inghilterra                                                             | Mondiali 1998 - 1º turno                                                | -                                                                       | cap.                                                                    |
| Totale                                                                  |                                                                         | Presenze (4º posto)                                                     | 111                                                                     |                                                                         | Reti (11º posto)                                                        | 11                                                                      |                                                                         |

## Palmarès

### Club
- Coppa di Francia: 1

Montpellier: 1989-1990
- Campionato colombiano: 2

Atlético Junior: 1993, 1995

### Individuale
- Miglior giocatore della Coppa America: 1

Argentina 1987
- Equipo Ideal de América: 3

1987, 1993, 1996
- Calciatore sudamericano dell'anno: 2

1987, 1993
- MLS Best XI: 3

1996, 1997, 2000
- Premio MVP della Major League Soccer: 1

1996
- Inserito nel FIFA 100

2004
- Inserito nell'MLS All-Time Best XI

2005
- Inserito tra le "Leggende del calcio" del Golden Foot

2013